# 1905
1905 (MCMV) va ser un Any comú començat en diumenge del calendari gregorià i un any comú que començava en dissabte del calendari julià, l'any 1905 de les designacions Era Comuna (CE) i Anno Domini (AD), l'any 905 del segon mil·lenni, el cinquè any del segle XX i el sisè any de la dècada del 1900. A principis de 1905, el calendari gregorià anava 13 dies per davant del calendari julià, que es va mantenir en ús localitzat fins al 1923.

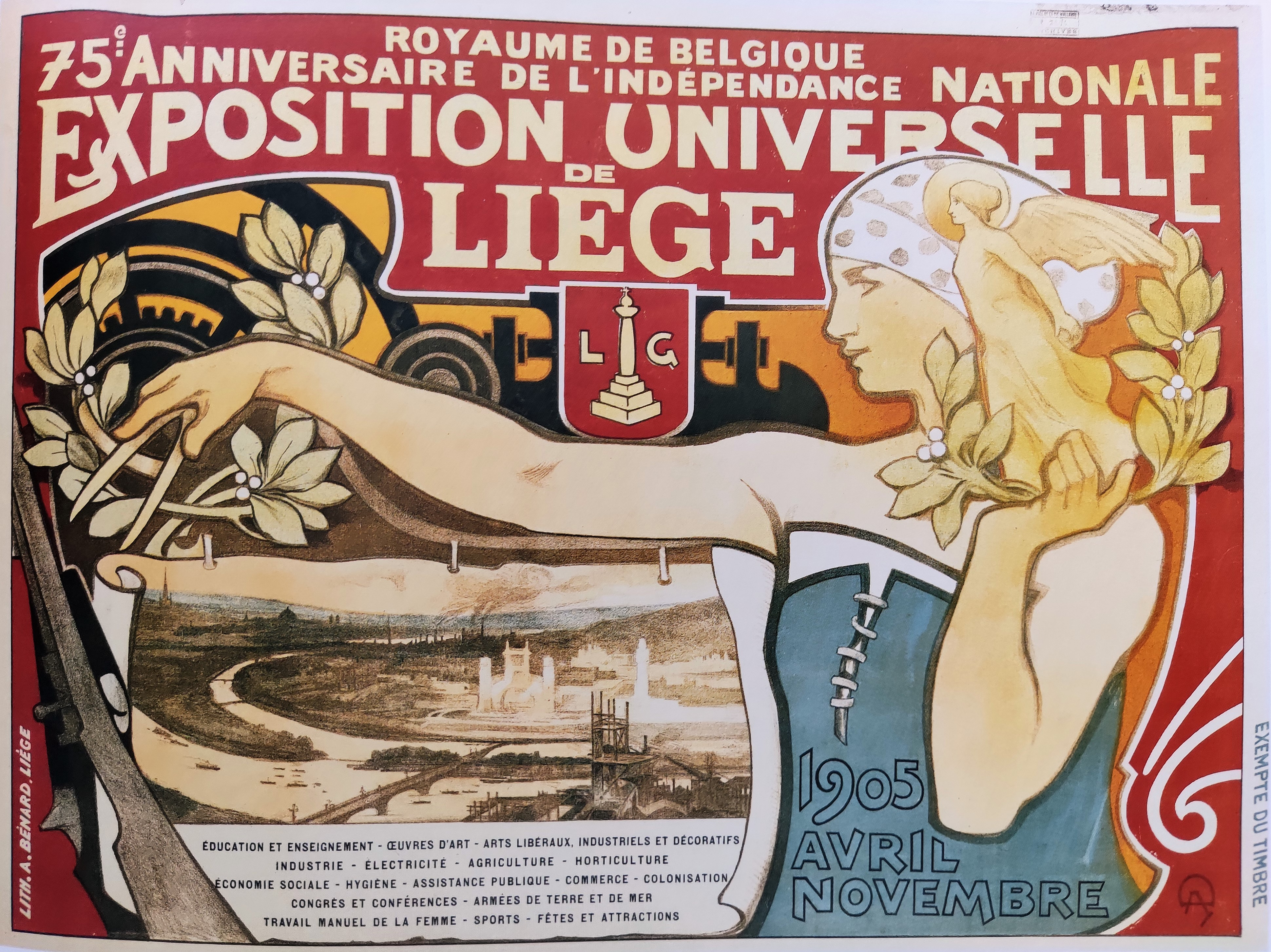
Cartell de l'Exposició Universal de Lieja el 1905

## Esdeveniments
Països Catalans
- 19 de març, Reus: vinculat al Centre de Lectura, s'instal·la un escenari per a les representacions de la Secció Dramàtica, el que seria el primer teatre de l'entitat, creat per iniciativa d’un grup d’aficionats i per subscripció popular.[1]
- 20 d'abril, Barcelona: Es publica a la revista «Joventut» l'últim plec de la novel·la Solitud, de Caterina Albert.[2]
- 22 d'abril, Barcelona: S'inaugura al Paral·lel el Teatre Victòria, encara anomenat Teatro Pabellón Soriano, popularment "El Suri".[3]
- 23 d'abril, Barcelona: Es fa l'acte de col·locació de la primera pedra del Palau de la Música, que ha de ser la seu de l'Orfeó Català.[4]
- 25 de novembre, Barcelona: Fets del ¡Cu-Cut!, militars espanyols assalten el local del setmanari "¡Cu-Cut!" i del diari La Veu de Catalunya i el govern espanyol, suspèn les garanties constitucionals a la ciutat i impulsa la Llei de Jurisdiccions. Francesc Macià abandona l'exèrcit arran d'aquests fets.[5]
- Barcelona: el director de cinema aragonès-català Segundo de Chomón roda la primera pel·lícula de la història que utilitza el sistema d'animació Stop-motion, fotograma a fotograma.
- Cotlliure, Rosselló: els pintors Matisse i Derain fan una estada al poble arran de la qual hi neix el fauvisme.

Resta del món
- 11 d'abril, Berna, Suïssa: Albert Einstein publica un article sobre la relativitat especial.
- 25 d'octubre, imperi Rus: Revolució russa de 1905, els ferroviaris declaren la vaga general,
- 9 de desembre, Dresden, Alemanya: estrena de l'òpera Salomé de Richard Strauss a la Königliches Opernhaus.
- Batalla de Tushima

### Premis Nobel
| Camp                  | Guardonats           |
| --------------------- | -------------------- |
| Física                | - Philipp Lenard     |
| Química               | - Adolf von Baeyer   |
| Medicina o Fisiologia | - Robert Koch        |
| Literatura            | - Henryk Sienkiewicz |
| Pau                   | - Bertha von Suttner |

## Naixements
Països Catalans
- 13 de gener - Vilafranca del Penedès: Anna Maria de Saavedra i de Macià, escriptora i mestra catalana (m. 2001).[6]
- 5 de febrer - Sabadell, Vallès: Miquel Carreras i Costajussà, advocat, historiador, arxiver i filòsof sabadellenc.
- 27 de febrer - Barcelona: Teresa Condeminas i Soler, pintora noucentista catalana (m. 2002).[7]
- 4 de març - Barcelona: Francesc Masclans i Girvès, mestre i botànic català (m. 2000).
- 8 de març - Ripoll: Dolors Prat i Coll, la petita Montseny, líder anarcosindicalista catalana.[8]
- 21 de març - Barcelona: Joan Coromines i Vigneaux, lingüista especialitzat en etimologia i toponímia, autor del "Diccionari etimològic i complementari de la llengua catalana" i de l'"Onomasticon Cataloniae".[9]
- 10 d'abril - Benissanet: Cinta Font Margalef, llevadora, practicant, docent i funcionària de la Generalitat, exiliada a França i Mèxic.[10]
- 26 d'abril - Santa Coloma de Gramenet: Antoni Puigvert i Gorro, uròleg català (m. 1990).[11]
- 23 de maig - Banyeres del Penedès: Josep Cañas i Cañas, escultor i dibuixant (m. 2001).[12]
- 3 d'agost - Barcelona: Xavier Benguerel i Llobet, escriptor català (m. 1990).[13]
- 8 de novembre - Maials, Lleidaː Teresa Vilasetrú, mestra lleidatana exiliada a Mèxic.[14]
- 4 de desembre - Barcelona: Maria Soteras i Maurí, jurista catalana (m. 1976).[15]
- 8 de desembre - Calonge, Girona: Josep Maria Vilaseca Sabater, radiòleg.
- Vilassar de Mar, Maresme: Elvira Homs Ferrés, pintora catalana (m. 1954).[16]
- Barcelona: Enriqueta Pascual Benigani, pintora i lacadora catalana (m. 1969).[17]

Resta del món
- 2 de gener, Londres, Anglaterra: Michael Tippett, compositor anglès (m.1998).[18]
- 3 de gener, Madrid, Luisa Carnés, escriptora i periodista espanyola de la Generació del 27, exiliada a Mèxic.[19]
- 5 de gener, Portomaggiore, Ferrara: Mafalda Favero, soprano italiana (m. 1981).[20]
- 25 de gener, Caldwell, Texas: Julia Smith, pianista, compositora i escriptora musical estatunidenca (m. 1989).[21]
- 1 de febrer, Tívoli, Regne d'Itàlia: Emilio Gino Segrè, físic, Premi Nobel de Física de l'any 1959
- 7 de febrer, Estocolm, Suècia: Ulf von Euler, metge i farmacòleg suec, Premi Nobel de Medicina o Fisiologia de l'any 1970 (m. 1983).

- 12 de febrer, Madrid: Frederica Montseny i Mañé, política, escriptora i líder anarquista espanyola.[22]
- 15 de febrer, Buffalo, EUA: Harold Arlen, compositor de cinema nord-americà. (m. 1986).[23]
- 15 de febrer, Valparaíso (Xile): Roberto Rey, actor xilè fill d'espanyols (m. 1972).[24]
- 17 de febrer, Budapest: Rózsa Politzer, més coneguda com a Rózsa Péter, matemàtica hongaresa (m. 1977).[25]
- 2 de març, Ciutat de Panamà: Roberto Francisco Chiari Remón, president panameny.
- 19 de març, Mannheim, Baden (Alemanya): Albert Speer arquitecte i ministre d'Armament de l'Alemanya nazi de 1942 a 1945 (m. 1981).[26]
- 22 de març, Kíev (Imperi Rus): Grigori Kózintsev, director de cinema soviètic (m. 1973).[27]
- 3 d'abril, Le Vieux-Marché: Anjela Duval, poeta bretona (m. 1981)[28]
- 9 d'abril, J. William Fulbright, polític estatunidenc.[29]
- 11 d'abril, Budapest, Hongria: Attila József, poeta hongarès (m. 1937).[30]
- 18 d'abril, 
  - Hoquiam, Washington (EUA): George Herbert Hitchings, bioquímic estatunidenc, Premi Nobel de Medicina de 1988 (m. 1998).[31]
  - Corfú: Margarida de Grècia, princesa de Grècia i de Dinamarca (m. 1981).[32]
- 26 d'abril, París, França: Jean Vigo, director de cine
- 5 de maig, Nàpols: Maria Caniglia, soprano dramàtica italiana (m. 1979)[33]
- 8 de maig, Varsòvia, Polònia: Karol Borsuk, matemàtic i topòleg.
- 9 de maig, Roma: Lilí Álvarez, pluriesportista, escriptora i periodista espanyola (m. 1998).[34]
- 24 de maig, Krujilin, Rússia: Mikhaïl Xólokhov, novel·lista soviètic, Premi Nobel de Literatura del 1965 (m. 1984).[35]
- 4 de juny, Guanabacoa, Cuba: José Justiniani Echániz, pianista cubà instal·lat als Estats Units
- 13 de juny, Qingpu, Jiangsu (Xina): Chen Yun, nascut amb el nom de Liao Chenyun,polític xinès (m. 1995).[36]
- 19 de juny, Baltimore, Maryland: Mildred Natwick, actriu nord-americana d'escena, cinema i televisió (m. 1994).[37]
- 20 de juny, Nova Orleans: Lillian Hellman, dramaturga i guionista estatunidenca (m. 1984).[38]
- 21 de juny, París (França): Jean-Paul Sartre, filòsof francès pare de l'existencialisme (m. 1980).[39]
- 10 de juliol, Vitòriaː Ernestina de Champourcín, poeta espanyola de la Generació del 27.[40]
- 15 de juliol, Allenhurst: Dorothy Fields, llibretista i lletrista americana (m. 1974).[41]
- 18 de juliol, Woods Hole, Massachusetts: Mary Sears, oceanògrafa pionera de l'oceanografia moderna (m. 1997).[42]
- 21 de juliol, Madrid: Miguel Mihura, dramaturg espanyol.
- 25 de juliol, 
  - Rusçuk, Imperi Austrohongarès: Elias Canetti, escriptor en llengua alemanya, Premi Nobel de Literatura de l'any 1981.[43]
  - Union Hill, Nova Jersey: Lila Lee, estrella del cinema mut (m.1973).[44]
- 29 de juliol,
  - Nova York: Clara Bow, actriu novaiorquesa del cinema mut (m. 1965).[45]
  - Jönköping, Suècia: Dag Hammarskjöld, Secretari General de l'ONU i Premi Nobel de la Pau de 1961
- 6 d'agost, Cabestany: Maria Montserrat Capdevila d'Oriola, una de les primeres matemàtiques de l'Estat espanyol (m. 1993).[46]
- 12 d'agost, Madrid: Juana Capdevielle, intel·lectual i bibliotecària espanyola assassinada pels revoltats en la Guerra Civil (m. 1936).[47]
- 16 d'agost, Tecalitlán, Jalisco: Sarah Stewart, viròloga mexicano-estatunidenca pionera en la recerca dels Polyomavirus (m. 1976).[48]
- 24 d'agost, Estocolm: Sven Stolpe, intel·lectual suec.
- 25 d'agost, Buenos Aires, Argentina: Celia Gámez, actriu de revista i opereta argentina (m. 1992).[49]
- 3 de setembre, Nova York, EUA: Carl David Anderson, físic estatunidenc, Premi Nobel de Física de 1936 (m. 1991).[50]
- 4 de setembre, Londres, Anglaterra: Mary Renault, escriptora anglesa (m. 1983).[51]
- 18 de setembre, Estocolm, Suècia: Greta Garbo, actriu sueca.[52]
- 24 de setembre, Ḷḷuarca, Espanya: Severo Ochoa, metge i bioquímic de nacionalitat espanyola –i a partir del 1956 també nord-americana–, guardonat amb el Premi Nobel de Medicina o Fisiologia l'any 1959 pels seus estudis sobre la replicació de l'ADN.
- 30 de setembre, Leeds, Anglaterra: Nevill Francis Mott, físic anglès, Premi Nobel de Física de l'any 1977 (m. 1996).[53]
- 8 d'octubre, Buenos Aires, República Argentina: Rodolfo Sciammarella, compositor argentí.
- 14 d'octubre, Berlín: Ruth Bernhard, fotògrafa americana, alemanya de naixement, que es donà a conèixer amb els seus nus (m.2006).[54]
- 23 d'octubre, Nova York, Estats Units: Gertrude Ederle, nedadora estatunidenca (m. 2003).[55]
- 21 de desembre, Londres (Anglaterra): Anthony Powell, escriptor, editor i crític anglès (m. 2000).
- Roubaix, Flandes: Maurice Nédoncelle, filòsof francès.
- John Gutmann, fotògraf alemany.
- Joseph Heinz Eibl, jurista i músic

- Garrapinillos, Saragossa: José Ramón Arana, escriptor espanyol considerat un dels millors narradors de l'exili en llengua espanyola
- La Ribera: Octavio Montserrat Chapa-Luna, músic.

## Necrològiques
Països Catalans
- 13 de juliol - València: Josep Espí i Ulrich, compositor i músic valencià (n. 1849).
- 3 d'agost - Sarrià: Francesc Mora Borrell, arquebisbe de Monterey - Los Angeles (n. 1827).
- 16 d'agost - Barcelona, Barcelonès: Emili Vilanova i March, escriptor català (n. 1840)
- 4 de desembre - Maó, Menorca: Maria Elena Maseras i Ribera, metgessa i pedagoga catalana (n. 1853).[56]
- Madrid: Salvador Escolá Arimany, pintor.

Resta del món
- 9 de gener - Marsella: Louise Michel, destacada anarquista francesa i una de les principals figures de la Comuna de París.[57]
- 18 de febrer - Anvers, Bèlgica: Julius De Geyter, escriptor i nacionalista flamenc.
- 24 de març - Amiens, França: Jules Verne, escriptor.[58]
- 18 d'abril - Madrid, Espanya: Juan Valera y Alcalá Galiano, diplomàtic, polític i escriptor andalús.
- 29 d'abril: Edmund Beckett, advocat, rellotger i arquitecte
- 12 de maig - Neuwaldegg: Mila Kupfer-Berger, soprano dramàtica austríaca.
- 23 de maig - Melroseː Mary Livermore, infermera, periodista, sufragista i reformista nord-americana (n. 1820).[59]
- 25 d'agost - Múnic: Felix vom Rath, compositor alemany.
- 28 d'octubre - París: Alphonse Allais, humorista i escriptor francès (n. 1854).[60]
- 2 de novembre - Würzburg, Suïssa: Albert von Kölliker, anatomista, embriòleg, fisiòleg, zoòleg i botànic suís.
- 7 de novembre - Londres, Florence Dixie, viatgera i escriptora escocesa, corresponsal de guerra i feminista (n. 1855).[61]
- 23 de novembre - Innsbruck, Àustria: Otto Stolz, matemàtic.